# سهره چهچهه‌زن سیاه‌حنایی
سهره چهچهه‌زن سیاه‌حنایی (نام علمی: Poospiza nigrorufa) نام یک گونه از سرده سهره چهچهه‌زن است.